# GIK Wasaiterna U
GIK Wasaiterna Ungdom är en handbollsförening från Angered i Göteborg som spelar sina hemmamatcher i Angereds sporthall. Damlaget spelar i Dam 5 Väst och herrlaget spelar i Herr 2 Västra.

## Historia
Klubben bildades 2003 för att dela upp GIK Wasaiternas ungdomslag och seniorlag. 2004 gick GIK Wasaiterna Alliansförening i konkurs, vilket resulterade i att GIK Wasaiterna Ungdom blev en fristående förening som var väsentligt mindre än den ursprungliga.
2005 startade föreningen upp seniorverksamhet för både herrar och damer.